# 托马斯·科温
托马斯·科温（Thomas Corwin，1794年7月29日—1865年12月18日），美国政治家，美国共和党人，曾任美国众议院议员（1833年-1840年、1859年-1861年）、俄亥俄州州长（1840年-1842年）、 美国参议院议员（1845年-1850年）和美国财政部长（1850年-1853年）。
| 前任： 威廉·M·梅雷迪思 | 美国财政部长 1850年 - 1853年 | 繼任： 詹姆斯·格思里 |
| 前任： 威尔逊·香农     | 俄亥俄州州长 1840年 - 1842年 | 繼任： 威尔逊·香农   |